# Nychogomphus
Nychogomphus is een geslacht van echte libellen (Anisoptera) uit de familie van de rombouten (Gomphidae).

## Soorten
Nychogomphus omvat 8 soorten:
- Nychogomphus bidentatus Yang, Mao & Zhang, 2010
- Nychogomphus duaricus (Fraser, 1924)
- Nychogomphus flavicaudus (Chao, 1982)
- Nychogomphus geometricus (Selys, 1854)
- Nychogomphus lui Zhou, Zhou & Li, 2005
- Nychogomphus saundersii (Selys, 1854)
- Nychogomphus striatus (Fraser, 1924)
- Nychogomphus yangi Zhang, 2014